# Umut Nayir

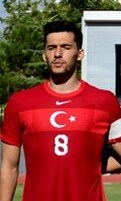

Mehmet Umut Nayir (sinh 28 tháng 6 năm 1993) là một cầu thủ bóng đá Thổ Nhĩ Kỳ thi đấu ở vị trí tiền đạo cho câu lạc bộ Thổ Nhĩ Kỳ Osmanlıspor ở Süper Lig.

## Sự nghiệp chuyên nghiệp
Nayir ra mắt chuyên nghiệp cho Osmanlıspor trong trận hòa 1–1 ở Süper Lig với Kayserispor ngày 16 tháng 8 năm 2015, và ghi một bàn thắng duy nhất trong ngày ra mắt.

### Quốc tế
Tính đến ngày 19 tháng 6 năm 2023
| Đội tuyển quốc gia | Năm  | Trận | Bàn |
| ------------------ | ---- | ---- | --- |
| Thổ Nhĩ Kỳ         | 2023 | 4    | 1   |
| Tổng               | Tổng | 4    | 1   |

| # | Ngày                | Địa điểm                                | Số trận | Đối thủ | Bàn thắng | Kết quả | Giải đấu                 |
| - | ------------------- | --------------------------------------- | ------- | ------- | --------- | ------- | ------------------------ |
| 1 | 19 tháng 6 năm 2023 | Sân vận động Samsun, Samsun, Thổ Nhĩ Kỳ | 4       | Wales   | 1–0       | 2–0     | Vòng loại UEFA Euro 2024 |